# San Borja
San Borja é uma cidade da Bolívia localizada na província de José Ballivián, departamento do Beni. Está situada às margens do Rio Maniquí.
Foi fundada pelos missionários jesuítas Francisco de Borja e Ignacio Sotomayor em 10 de Outubro de 1693, que fundaram uma redução na qual agruparam chimanos, moxos e mosetenes. Depois, também chegaram à cidade movimas.
A altitude do terreno varia entre 200 e 250 m do nível do mar. O relevo apresenta pequenas ondulações. 
A cidade possui clima quente, com temperatura média de 26,2°C. A média de chuvas é de 830 mm por ano. Sua vegetação é uma floresta tropical de transição para subtropical.